# Olympische Sommerspiele 1972/Teilnehmer (BR Deutschland)
| Gelbes Symbol für Goldmedaillen mit stilisierten Olympischen Ringen | Graues Symbol für Silbermedaillen mit stilisierten Olympischen Ringen | Braundes Symbol für Bronzemedaillen mit stilisierten Olympischen Ringen |
| ------------------------------------------------------------------- | --------------------------------------------------------------------- | ----------------------------------------------------------------------- |
| 13                                                                  | 11                                                                    | 16                                                                      |

Die Bundesrepublik Deutschland war Gastgeber der Olympischen Sommerspiele 1972, die in München stattfanden. Sie nahmen mit einer Delegation von 426 Sportlern (341 Männer und 85 Frauen) an 183 Wettkämpfen in 23 Sportarten teil und errangen dabei 40 Medaillen. Damit stellte der Gastgeber die größte Mannschaft dieser Spiele und wurde gemäß dem Medaillenspiegel die viertbeste Nation. Der Kanute Detlef Lewe wurde als Fahnenträger zur Eröffnungsfeier ausgewählt. Erfolgreichster Vertreter war die Leichtathletin Heide Rosendahl, die zwei Goldmedaillen und eine Silbermedaille gewann.

## Medaillen

### Medaillenspiegel
| Rang   | Sportart       | Gold | Silber | Bronze | Gesamt |
| ------ | -------------- | ---- | ------ | ------ | ------ |
| 1      | Leichtathletik | 6    | 3      | 2      | 11     |
| 2      | Reiten         | 2    | 1      | 2      | 5      |
| 3      | Boxen          | 1    | −      | 1      | 2      |
| 3      | Radsport       | 1    | −      | 1      | 2      |
| 3      | Rudern         | 1    | −      | 1      | 2      |
| 6      | Hockey         | 1    | −      | −      | 1      |
| 6      | Schießen       | 1    | −      | −      | 1      |
| 8      | Kanu           | −    | 3      | 2      | 5      |
| 9      | Schwimmen      | −    | 1      | 3      | 4      |
| 10     | Judo           | −    | 1      | 1      | 2      |
| 10     | Ringen         | −    | 1      | 1      | 2      |
| 12     | Gewichtheben   | −    | 1      | −      | 1      |
| 13     | Segeln         | −    | −      | 2      | 2      |
| Gesamt | Gesamt         | 13   | 11     | 16     | 40     |

### Medaillengewinner
| Name/n | Sportart       | Wettkampf                           |
| --- | -------------- | ----------------------------------- |
| Gold |                |                                     |
| Bernd Kannenberg | Leichtathletik | 50 km Gehen                         |
| Klaus Wolfermann | Leichtathletik | Speerwurf                           |
| Hildegard Falck | Leichtathletik | 800 m (Frauen)                      |
| Ulrike Meyfarth | Leichtathletik | Hochsprung (Frauen)                 |
| Heide Rosendahl | Leichtathletik | Weitsprung (Frauen)                 |
| Christiane Krause Ingrid Mickler-Becker Annegret Richter Heide Rosendahl | Leichtathletik | 4 × 100-m-Staffel (Frauen)          |
| Liselott Linsenhoff | Reiten         | Dressur Einzel                      |
| Fritz Ligges Hartwig Steenken Gerd Wiltfang Hans Günter Winkler | Reiten         | Springreiten Mannschaft             |
| Dieter Kottysch | Boxen          | Halbmittelgewicht                   |
| Peter Kraus Michael Peter Dieter Freise Michael Krause Eduard Thelen Horst Dröse Carsten Keller Ulrich Klaes Wolfgang Baumgart Uli Vos Peter Trump Wolfgang Rott Werner Kaessmann Wolfgang Strödter Fritz Schmidt Rainer Seifert Detlev Kittstein Eckardt Suhl | Hockey         | Herrenturnier                       |
| Jürgen Colombo Günter Haritz Udo Hempel Günther Schumacher | Radsport       | 4000 m Mannschaftsverfolgung        |
| Peter Berger Hans-Johann Färber Gerhard Auer Alois Bierl Uwe Benter | Rudern         | Vierer mit Steuermann               |
| Konrad Wirnhier | Schießen       | Skeet                               |
| Silber |                |                                     |
| Hans Baumgartner | Leichtathletik | Weitsprung                          |
| Rita Wilden | Leichtathletik | 400 m (Frauen)                      |
| Heide Rosendahl | Leichtathletik | Fünfkampf (Frauen)                  |
| Reinhold Kauder | Kanu           | Einer-Canadier, Slalom              |
| Hans-Otto Schumacher Wilhelm Baues | Kanu           | Zweier-Canadier, Slalom             |
| Gisela Grothaus | Kanu           | Einer-Kajak, Slalom (Frauen)        |
| Liselott Linsenhoff Josef Neckermann Karin Schlüter | Reiten         | Dressur Mannschaft                  |
| Klaus Steinbach Werner Lampe Hans-Günther Vosseler Hans Fassnacht | Schwimmen      | 4 × 200 m Freistil                  |
| Klaus Glahn | Judo           | Schwergewicht                       |
| Hans-Jürgen Veil | Ringen         | Klasse bis 57 kg griechisch-römisch |
| Rudolf Mang | Gewichtheben   | Superschwergewicht                  |
| Bronze |                |                                     |
| Werner Lampe | Schwimmen      | 200 m Freistil                      |
| Jutta Weber Heidemarie Reineck Gudrun Beckmann Angela Steinbach | Schwimmen      | 4 × 100 m Freistil (Frauen)         |
| Silke Pielen Verena Eberle Gudrun Beckmann Heidemarie Reineck | Schwimmen      | 4 × 100 m Lagen (Frauen)            |
| Detlef Lewe | Kanu           | Einer-Canadier 1000 m               |
| Magdalena Wunderlich | Kanu           | Einer-Kajak, Slalom (Frauen)        |
| Jobst Hirscht Karlheinz Klotz Gerhard Wucherer Klaus Ehl | Leichtathletik | 4 × 100-m-Staffel                   |
| Anette Rückes Inge Bödding Hildegard Falck Rita Wilden | Leichtathletik | 4 × 400-m-Staffel (Frauen)          |
| Josef Neckermann | Reiten         | Dressur Einzel                      |
| Lutz Goessing Horst Karsten Harry Klugmann Karl Schultz | Reiten         | Vielseitigkeit Mannschaft           |
| Willi Kuhweide Karsten Meyer | Segeln         | Star                                |
| Ullrich Libor Peter Naumann | Segeln         | Flying Dutchman                     |
| Peter Hussing | Boxen          | Schwergewicht                       |
| Paul Barth | Judo           | Halbschwergewicht                   |
| Hans Lutz | Radsport       | 4000 m Einerverfolgung              |
| Adolf Seger | Ringen         | Klasse bis 74 kg Freistil           |
| Joachim Ehrig Peter Funnekötter Franz Held Wolfgang Plottke | Rudern         | Vierer ohne Steuermann              |

## Teilnehmer nach Sportarten

### Basketball
| Wettbewerb        | Männer |
| ----------------- | --- |
| Athleten          | Karl Ampt Holger Geschwindner Dietrich Keller Hans-Jörg Krüger Dieter Kuprella Joachim Linnemann Rainer Pethran Jochen Pollex Norbert Thimm Helmut Uhlig Klaus Weinand Jürgen Wohlers |
| Trainer           | Theodor Schober |
| Gruppenphase      | Puerto Rico 74:81 Sowjetunion 63:87 Philippinen 93:74 Italien 57:68 Jugoslawien 56:81 Polen 67:65 Senegal 72:62                                                                       |
| Zwischenrunde     | Australien 69:70 |
| Spiel um Platz 11 | Spanien 83:84 |
| Platzierung       | 12. |

### Bogenschießen
| Athleten          | Wettbewerb | 1. Runde | 1. Runde | 2. Runde | 2. Runde | Gesamt | Gesamt |
| Athleten          | Wettbewerb | Punkte   | Rang     | Punkte   | Rang     | Punkte | Rang   |
| ----------------- | ---------- | -------- | -------- | -------- | -------- | ------ | ------ |
| Männer            |            |          |          |          |          |        |        |
| Richard Krust     | Einzel     | 1172     | 26       | 1170     | 29       | 2342   | 30     |
| Siegfried Ortmann | Einzel     | 1175     | 24       | 1215     | 11       | 2390   | 14     |
| Frauen            |            |          |          |          |          |        |        |
| Ursula Büschking  | Einzel     | 1078     | 32       | 1122     | 24       | 2200   | 30     |
| Carla Nolpa       | Einzel     | 1074     | 33       | 1091     | 35       | 2165   | 35     |

### Boxen
| Athleten        | Wettbewerb        | 1. Runde | 1. Runde | 2. Runde      | 2. Runde      | Achtelfinale  | Achtelfinale  | Viertelfinale | Viertelfinale | Halbfinale    | Halbfinale    | Finale        | Finale        | Rang   |
| Athleten        | Wettbewerb        | Gegner   | Ergebnis | Gegner        | Ergebnis      | Gegner        | Ergebnis      | Gegner        | Ergebnis      | Gegner        | Ergebnis      | Gegner        | Ergebnis      | Rang   |
| --------------- | ----------------- | -------- | -------- | ------------- | ------------- | ------------- | ------------- | ------------- | ------------- | ------------- | ------------- | ------------- | ------------- | ------ |
| Männer          |                   |          |          |               |               |               |               |               |               |               |               |               |               |        |
| Gerd Schubert   | Fliegengewicht    | Phar     | w.o.     | Chawalit      | 1:4           | ausgeschieden | ausgeschieden | ausgeschieden | ausgeschieden | ausgeschieden | ausgeschieden | ausgeschieden | ausgeschieden | 17     |
| Werner Schäfer  | Bantamgewicht     | Freilos  | Freilos  | Destimo       | 2:3           | ausgeschieden | ausgeschieden | ausgeschieden | ausgeschieden | ausgeschieden | ausgeschieden | ausgeschieden | ausgeschieden | 17     |
| Peter Prause    | Federgewicht      | Bachfeld | 0:5      | ausgeschieden | ausgeschieden | ausgeschieden | ausgeschieden | ausgeschieden | ausgeschieden | ausgeschieden | ausgeschieden | ausgeschieden | ausgeschieden | 33     |
| Peter Hess      | Leichtgewicht     | Freilos  | Freilos  | Regüeiferos   | 4:1           | Paulsen       | K. o.         | ausgeschieden | ausgeschieden | ausgeschieden | ausgeschieden | ausgeschieden | ausgeschieden | 9      |
| Günther Meier   | Weltergewicht     | Freilos  | Freilos  | Rackley       | 5:0           | Rabieb        | 5:0           | Correa        | 2:3           | ausgeschieden | ausgeschieden | ausgeschieden | ausgeschieden | 5      |
| Dieter Kottysch | Halbmittelgewicht | Freilos  | Freilos  | Avila         | TKO           | Oikonomakos   | 5:0           | Majeri        | 5:0           | Minter        | 3:2           | Rudkowski     | 3:2           | Gold   |
| Ewald Jarmer    | Mittelgewicht     | Freilos  | Freilos  | Johnson       | 0:5           | ausgeschieden | ausgeschieden | ausgeschieden | ausgeschieden | ausgeschieden | ausgeschieden | ausgeschieden | ausgeschieden | 9      |
| Rudolf Hornig   | Halbschwergewicht | Moreau   | 5:0      | Spinello      | 4:1           | Gortat        | T.KO          | ausgeschieden | ausgeschieden | ausgeschieden | ausgeschieden | ausgeschieden | ausgeschieden | 5      |
| Peter Hussing   | Schwergewicht     | Freilos  | Freilos  | —             | —             | —             | —             | Ludeña        | K. o.         | Stevenson     | TKO           | Alexe         | w.o.          | Bronze |

### Fechten
| Athleten                                                                         | Wettbewerb         | 1. Runde                                           | 1. Runde             | 2. Runde                                      | 2. Runde            | Achtelfinale                                  | Achtelfinale        | Viertelfinale                            | Viertelfinale       | Halbfinale    | Halbfinale    | Finale        | Finale        | Rang          |
| Athleten                                                                         | Wettbewerb         | Gegner                                             | Erg.                 | Gegner                                        | Erg.                | Gegner                                        | Erg.                | Gegner                                   | Erg.                | Gegner        | Erg.          | Gegner        | Erg.          | Rang          |
| -------------------------------------------------------------------------------- | ------------------ | -------------------------------------------------- | -------------------- | --------------------------------------------- | ------------------- | --------------------------------------------- | ------------------- | ---------------------------------------- | ------------------- | ------------- | ------------- | ------------- | ------------- | ------------- |
| Frauen                                                                           |                    |                                                    |                      |                                               |                     |                                               |                     |                                          |                     |               |               |               |               |               |
| Irmela Broniecki                                                                 | Florett Einzel     | Green Ujlakiné-Rejtő Szabó-Orbán García            | 2:4 4:3 4:0 4:1      | —                                             | —                   | Demaille Palm Gorochowa Madsen Szolnoki       | 0:4 1:4 2:4 4:0 4:3 | ausgeschieden                            | ausgeschieden       | ausgeschieden | ausgeschieden | ausgeschieden | ausgeschieden | ausgeschieden |
| Brigitte Oertel                                                                  | Florett Einzel     | Ragno-Lonzi Regamey Henley O’Donnell               | 4:3 4:2 4:0 3:4      | —                                             | —                   | Ragno-Lonzi Gapais-Dumont Belowa Balon        | 3:4 2:4 3:4 4:1     | ausgeschieden                            | ausgeschieden       | ausgeschieden | ausgeschieden | ausgeschieden | ausgeschieden | ausgeschieden |
| Karin Gießelmann                                                                 | Florett Einzel     | Belowa Collino Rodríguez Heitz                     | 2:4 4:3 4:2          | —                                             | —                   | ausgeschieden                                 | ausgeschieden       | ausgeschieden                            | ausgeschieden       | ausgeschieden | ausgeschieden | ausgeschieden | ausgeschieden | ausgeschieden |
| Irmela Broniecki Karin Gießelmann Gudrun Theuerkauff Monika Pulch Erika Bethmann | Florett Mannschaft | Italien Polen Vereinigte Staaten                   | 846:847 847:8:42 9:2 | —                                             | —                   | Rumänien                                      | 6:8                 | ausgeschieden                            | ausgeschieden       | ausgeschieden | ausgeschieden | ausgeschieden | ausgeschieden | ausgeschieden |
| Männer                                                                           |                    |                                                    |                      |                                               |                     |                                               |                     |                                          |                     |               |               |               |               |               |
| Friedrich Wessel                                                                 | Florett Einzel     | Kamuti Stankowytsch Calderón Pashapour Chan        | 5:2 5:4 5:3 5:1 5:2  | Szabó Jhons Serizawa Benko Breckin            | 3:5 1:5 5:4 5:2 3:5 | Granieri Noël Uehara Haukler Stankowytsch     | 5:4 5:3 4:5         | Noël Denissow Țiu Talvard Koziejowski    | 3:5 1:5 4:5 5:1     | ausgeschieden | ausgeschieden | ausgeschieden | ausgeschieden | ausgeschieden |
| Klaus Reichert                                                                   | Florett Einzel     | Talvard Pinelli Jhons Bouchier-Hayes Alon          | 5:2 2:5 5:0 3:5      | Kamuti Noël Koteschew Mureșanu Losert         | 4:5 1:5 5:3 5:2     | Revenu Țiu Dąbrowski Jhons Paul               | 2:5 0:5 5:0         | ausgeschieden                            | ausgeschieden       | ausgeschieden | ausgeschieden | ausgeschieden | ausgeschieden | ausgeschieden |
| Harald Hein                                                                      | Florett Einzel     | Uehara Saucedo Mureșanu Kamuti Sleiman Vgenopoulos | 1:5 4:5 5:3 5:2 4:5  | ausgeschieden                                 | ausgeschieden       | ausgeschieden                                 | ausgeschieden       | ausgeschieden                            | ausgeschieden       | ausgeschieden | ausgeschieden | ausgeschieden | ausgeschieden | ausgeschieden |
| Hans-Jürgen Hehn                                                                 | Degen Einzel       | Granieri Gonsior Wong Chekr Stephens               | 5:15:2 5:3 5:1 4:5   | Brodin Pongratz Francesconi Paul Seneca       | 3:5 5:3 5:2 3:5     | Kriss Edling Kulcsár Jeanne von Krogh         | 1:5 4:5 3:5 5:4     | ausgeschieden                            | ausgeschieden       | ausgeschieden | ausgeschieden | ausgeschieden | ausgeschieden | ausgeschieden |
| Reinhold Behr                                                                    | Degen Einzel       | Kriss Giger Askjær-Friis Bouchier-Hayes Chan       | 3:5 5:0 5:1 5:5 5:2  | Edling Ladègaillerie Schiel Masin             | 2:5 3:5 4:5 5:2     | ausgeschieden                                 | ausgeschieden       | ausgeschieden                            | ausgeschieden       | ausgeschieden | ausgeschieden | ausgeschieden | ausgeschieden | ausgeschieden |
| Rudi Maier                                                                       | Degen Einzel       | Ladègaillerie                                      | 0:5                  | DNF                                           | DNF                 | DNF                                           | DNF                 | DNF                                      | DNF                 | DNF           | DNF           | DNF           | DNF           | DNF           |
| Paul Wischeidt                                                                   | Säbel Einzel       | Kovács Nicolae Lúpiz Cohen Alva                    | 1:5 5:3 5:1 5:3 3:5  | Pawłowski Maffei Oldcorn Prause Orban         | 2:5 0:5 5:1 5:2 4:5 | Maffei Vallée Irimiciuc Pézsa Majewski        | 0:5 2:5 5:2 5:3 5:2 | Sidjak Kovács Bonnissent Apostol Stawrew | 2:5 1:5 5:0 5:2 3:5 | ausgeschieden | ausgeschieden | ausgeschieden | ausgeschieden | ausgeschieden |
| Walter Convents                                                                  | Säbel Einzel       | Irimiciuc Liptschew Oldcorn Saucedo Darricau       | 0:5 5:3 5:1 5:3 5:2  | Aldo Montano Majewski Ortiz Salazar Michajlow | 0:5 4:5 5:4 5:1 5:4 | Naslymow Stawrew Apostol Aldo Montano Morales | 2:5 1:5 3:5         | ausgeschieden                            | ausgeschieden       | ausgeschieden | ausgeschieden | ausgeschieden | ausgeschieden | ausgeschieden |
| Knut Höhne                                                                       | Säbel Einzel       | Sidjak Apostol Calderón Merhi Deanfield            | 3:5 5:4 5:3 4:5      | Pézsa Bena Naslymow Brandstätter Gombay       | 4:5 1:5 0:5 5:3 5:4 | Kovács Pawłowski Bonnissent Ortiz Rigoli      | 1:5 3:5 4:5 3:5     | ausgeschieden                            | ausgeschieden       | ausgeschieden | ausgeschieden | ausgeschieden | ausgeschieden | ausgeschieden |
| Harald Hein Hans-Jürgen Hehn Reinhold Behr Dieter Jung Max Geuter                | Degen Mannschaft   | Ungarn Schweden Dänemark                           | 4:10 8:7 8:4         | —                                             | —                   | ausgeschieden                                 | ausgeschieden       | ausgeschieden                            | ausgeschieden       | ausgeschieden | ausgeschieden | ausgeschieden | ausgeschieden | ausgeschieden |
| Friedrich Wessel Klaus Reichert Dieter Wellmann Erk Sens-Gorius                  | Florett Mannschaft | Polen Italien                                      | 8:7 12:4             | —                                             | —                   | Sowjetunion                                   | 6:9                 | ausgeschieden                            | ausgeschieden       | ausgeschieden | ausgeschieden | ausgeschieden | ausgeschieden | 5             |
| Dieter Wellmann Paul Wischeidt Walter Convents Knut Höhne Volker Duschner        | Säbel Mannschaft   | Polen Österreich Schweiz                           | 5:11 857:857 12:4    | —                                             | —                   | Sowjetunion                                   | 9:4                 | ausgeschieden                            | ausgeschieden       | ausgeschieden | ausgeschieden | ausgeschieden | ausgeschieden | 7             |

### Fußball
| Wettbewerb    | Männer |
| ------------- | --- |
| Athleten      | 0(1) Günter Wienhold 0(2) Heiner Baltes 0(3) Reiner Hollmann 0(4) Egon Schmitt 0(5) Friedhelm Haebermann 0(6) Hartwig Bleidick 0(7) Hermann Bitz 0(8) Rudolf Seliger 0(9) Klaus Wunder (10) Uli Hoeneß (11) Ronald Worm (12) Dieter Mietz (13) Bernd Nickel (14) Manfred Kaltz (15) Hans-Dieter Seelmann (16) Jürgen Kalb (17) Ottmar Hitzfeld (18) Ewald Hammes (19) Hans-Jürgen Bradler |
| Trainer       | Jupp Derwall |
| Vorrunde      | Malaysia 3:0 (0:0) Marokko 3:0 (2:0) Vereinigte Staaten 7:0 (2:0) |
| Zwischenrunde | Mexiko 1:1 (1:0) Ungarn 1:4 (1:2) Deutsche Demokratische Republik 2:3 (1:1) |
| Finale        | ausgeschieden |
| Platzierung   | 5. |

### Gewichtheben
| Athleten        | Wettbewerb         | Zweikampf | Reißen   | Stoßen   | Gesamt   | Gesamt |
| Athleten        | Wettbewerb         | Gewicht   | Gewicht  | Gewicht  | Gewicht  | Rang   |
| --------------- | ------------------ | --------- | -------- | -------- | -------- | ------ |
| Männer          |                    |           |          |          |          |        |
| Pietro Masala   | Klasse bis 67,5 kg | ungültig  | DNF      | DNF      | DNF      | DNF    |
| Werner Schraut  | Klasse bis 67,5 kg | 127,5 kg  | 125,0 kg | 150,0 kg | 402,5 kg | 12     |
| Uwe Kliche      | Klasse bis 75 kg   | 145,0 kg  | 122,5 kg | DNF      | DNF      | DNF    |
| Rolf Milser     | Klasse bis 82,5    | 165,0 kg  | 132,5 kg | 180,0 kg | 477,5 kg | 7      |
| Dietrich Leh    | Klasse bis 90 kg   | 170,0 kg  | 140,0 kg | 177,5 kg | 487,5 kg | 9      |
| Rainer Dörrzapf | Klasse bis 110 kg  | 170,0 kg  | 165,0 kg | 187,5 kg | 522,5 kg | 8      |
| Rudolf Mang     | Klasse über 110 kg | 225,0 kg  | 170,0 kg | 215,0 kg | 610,0 kg | Silber |

### Handball
| Wettbewerb       | Männer |
| ---------------- | --- |
| Athleten         | Hans-Jürgen Bode Klaus Kater Uwe Rathjen Herwig Ahrendsen Wolfgang Braun Herbert Rogge Klaus Lange Peter Bucher Jochen Feldhoff Klaus Westebbe Diethard Finkelmann Josef Karrer Herbert Lübking Heiner Möller Hans-Peter Neuhaus Herbert Wehnert |
| Trainer          | Werner Vick |
| Vorrunde         | Spanien 13:10 (7:5) Norwegen 15:15 (7:8) Rumänien 11:13 (5:5) |
| Hauptrunde       | Jugoslawien 15:24 (7:14) Ungarn 17:14 (8:6) |
| Spiel um Platz 5 | Sowjetunion 16:17 (9:10) |
| Platzierung      | 6. |

### Hockey
| Wettbewerb   | Männer |
| ------------ | --- |
| Athleten     | Peter Kraus Michael Peter Dieter Freise Michael Krause Eduard Thelen Horst Dröse Carsten Keller Ulrich Klaes Wolfgang Baumgart Uli Vos Peter Trump Wolfgang Rott Werner Kaessmann Wolfgang Strödter Fritz Schmidt Rainer Seifert Detlev Kittstein Eckardt Suhl |
| Trainer      | Horst Wein |
| Gruppenphase | Belgien 5:1 (3:1) Malaysia 1:0 (1:0) Argentinien 2:1 (2:0) Pakistan 2:1 (0:0) Uganda 1:1 (1:1) Spanien 2:1 (0:1) Frankreich 4:0 (3:0) |
| Halbfinale   | Niederlande 3:0 (1:0) |
| Finale       | Pakistan 1:0 (0:0) |
| Platzierung  | Gold |

### Judo
| Athleten           | Wettbewerb        | Sechzehntelfinale | Sechzehntelfinale | Achtelfinale | Achtelfinale | Viertelfinale            | Viertelfinale | Halbfinale                | Halbfinale | Finale                  | Finale        | Rang   |
| Athleten           | Wettbewerb        | Gegner            | Ergebnis          | Gegner       | Ergebnis     | Gegner                   | Ergebnis      | Gegner                    | Ergebnis   | Gegner                  | Ergebnis      | Rang   |
| ------------------ | ----------------- | ----------------- | ----------------- | ------------ | ------------ | ------------------------ | ------------- | ------------------------- | ---------- | ----------------------- | ------------- | ------ |
| Männer             |                   |                   |                   |              |              |                          |               |                           |            |                         |               |        |
| Wolfram Koppen     | Leichtgewicht     | Tommasi           | S.                | Pacheco      | S.           | Werner                   | S.            | Kawaguchi                 | N.         | Hoffnungsrunde: Bujadaa | N.            | 5      |
| Engelbert Dörbandt | Halbmittelgewicht | Burris            | S.                | Roquete      | S.           | Hötger                   | N.            | Hoffnungsrunde: Zinsli    | S.         | Hoffnungsrunde: Nowikow | N.            | 5      |
| Gerd Egger         | Mittelgewicht     | Arredondo         | S.                | Jacks        | N.           | Hoffnungsrunde: Akrenius | S.            | Hoffnungsrunde: Gogolauri | N.         | ausgeschieden           | ausgeschieden | 7      |
| Paul Barth         | Halbschwergewicht | Howiller          | S.                | Lewin        | S.           | Farnsworth               | S.            | Ishii                     | S.         | ausgeschieden           | ausgeschieden | Bronze |
| Paul Barth         | Halbschwergewicht | Howiller          | S.                | Lewin        | S.           | Farnsworth               | S.            | Tschotschischwili         | N.         | ausgeschieden           | ausgeschieden | Bronze |
| Klaus Glahn        | Schwergewicht     | Andrianatvoo      | S.                | Ojeda        | S.           | Hennig                   | S.            | Ruska                     | S.         | Ruska                   | N.            | Silber |
| Klaus Glahn        | Schwergewicht     | Andrianatvoo      | S.                | Ojeda        | S.           | Hennig                   | S.            | Onaschwili                | S.         | Ruska                   | N.            | Silber |
| Klaus Glahn        | Offene Klasse     | Exiga             | S.                | Petrovszky   | S.           | Shinomaki                | S.            | Kusnezow                  | N.         | Hoffnungsrunde: Ruska   | N.            | 5      |

### Kanu

#### Kanurennsport
| Athleten                                                    | Wettbewerb          | Vorlauf     | Vorlauf | Hoffnungslauf | Hoffnungslauf | Halbfinale    | Halbfinale    | Finale        | Finale        | Rang          |
| Athleten                                                    | Wettbewerb          | Zeit        | Rang    | Zeit          | Rang          | Zeit          | Rang          | Zeit          | Rang          | Rang          |
| ----------------------------------------------------------- | ------------------- | ----------- | ------- | ------------- | ------------- | ------------- | ------------- | ------------- | ------------- | ------------- |
| Männer                                                      |                     |             |         |               |               |               |               |               |               |               |
| Bernd Guse                                                  | Einer-Kajak 1000 m  | 4:13,16 min | 6       | 4:46,29 min   | 5             | ausgeschieden | ausgeschieden | ausgeschieden | ausgeschieden | ausgeschieden |
| Hans-Jürgen Riemenschneider Horst Mattern                   | Zweier-Kajak 1000 m | 3:45,78 min | 3       | —             | —             | 3:35,16 min   | 3             | 3:38,67 min   | 8             | 8             |
| Rudolf Blaß Eberhard Fischer Rainer Hennes Hans-Erich Pasch | Vierer-Kajak 1000 m | 3:18,42 min | 2       | —             | —             | 3:09,71 min   | 2             | 3:16,63 min   | 5             | 5             |
| Detlef Lewe                                                 | C-1 1000 m          | 4:31,79 min | 1       | —             | —             | —             | —             | 4:13,63 min   | 3             | Bronze        |
| Peter Hoffmann Hermann Glaser                               | C-2 1000 m          | 4:08,89 min | 2       | —             | —             | 3:53,54 min   | 2             | 3:59,24 min   | 4             | 4             |
| Frauen                                                      |                     |             |         |               |               |               |               |               |               |               |
| Irene Pepinghege                                            | Einer-Kajak 500 m   | 2:14,34 min | 3       | —             | —             | 2:05,86 min   | 2             | 2:06,55 min   | 4             | 4             |
| Roswitha Esser Renate Breuer                                | Zweier-Kajak 500 m  | 2:00,32 min | 2       | —             | —             | —             | —             | 1:55,64 min   | 5             | 5             |

#### Kanuslalom
| Athleten                           | Wettbewerb      | Lauf 1   | Lauf 1 | Lauf 1     | Lauf 2   | Lauf 2 | Lauf 2     | Bester Lauf | Rang   |
| Athleten                           | Wettbewerb      | Zeit     | Strafe | Gesamtzeit | Zeit     | Strafe | Gesamtzeit | Zeit        | Rang   |
| ---------------------------------- | --------------- | -------- | ------ | ---------- | -------- | ------ | ---------- | ----------- | ------ |
| Männer                             |                 |          |        |            |          |        |            |             |        |
| Alfred Baum                        | Einer-Kajak     | 258,01 s | 30 s   | 288,01 s   | 270,72 s | 120 s  | 390,72 s   | 288,01 s    | 5      |
| Jürgen Gerlach                     | Einer-Kajak     | 251,10 s | 110 s  | 361,10 s   | 282,41 s | 80 s   | 362,41 s   | 361,10 s    | 26     |
| Ulrich Peters                      | Einer-Kajak     | 252,82 s | 30 s   | 282,82 s   | 263,10 s | 30 s   | 293,10 s   | 293,10 s    | 4      |
| Bernhard Heinemann                 | Einer-Canadier  | 328,10 s | 170 s  | 498,10 s   | 377,41 s | 90 s   | 467,41 s   | 467,41 s    | 16     |
| Reinhold Kauder                    | Einer-Canadier  | 307,89 s | 20 s   | 327,89 s   | 327,89 s | 30 s   | 350,31 s   | 327,89 s    | Silber |
| Wolfgang Peters                    | Einer-Canadier  | –        | –      | –          | 286,25 s | 70 s   | 356,25 s   | 356,25 s    | 5      |
| Theodor Nüsing Jakob Hitz          | Zweier-Canadier | 306,67 s | 80 s   | 386,67 s   | 324,38 s | 90 s   | 414,38 s   | 386,67 s    | 9      |
| Michael Reimann Olaf Fricke        | Zweier-Canadier | 301,86 s | 70 s   | 371,86 s   | 310,00 s | 200 s  | 510,00 s   | 371,86 s    | 7      |
| Hans-Otto Schumacher Wilhelm Baues | Zweier-Canadier | 286,96 s | 30 s   | 316,96 s   | 291,90 s | 20 s   | 311,90 s   | 311,90 s    | Silber |
| Frauen                             |                 |          |        |            |          |        |            |             |        |
| Ulrike Deppe                       | Einer-Kajak     | 306,32 s | 160 s  | 466,32 s   | 366,44 s | 90 s   | 456,44 s   | 456,44 s    | 7      |
| Gisela Grothaus                    | Einer-Kajak     | 351,10 s | 170 s  | 521,10 s   | 338,15 s | 60 s   | 398,15 s   | 398,15 s    | Silber |
| Magdalena Wunderlich               | Einer-Kajak     | 340,50 s | 60 s   | 400,50 s   | 375,40 s | 140 s  | 515,40 s   | 400,50 s    | Bronze |

### Leichtathletik
Laufen und Gehen 
| Athleten                                                                 | Wettbewerb       | Vorlauf     | Vorlauf | Viertelfinale | Viertelfinale | Halbfinale    | Halbfinale    | Finale        | Finale        | Rang          |
| Athleten                                                                 | Wettbewerb       | Zeit        | Rang    | Zeit          | Rang          | Zeit          | Rang          | Zeit          | Rang          | Rang          |
| ------------------------------------------------------------------------ | ---------------- | ----------- | ------- | ------------- | ------------- | ------------- | ------------- | ------------- | ------------- | ------------- |
| Frauen                                                                   |                  |             |         |               |               |               |               |               |               |               |
| Ingrid Mickler-Becker                                                    | 100 m            | 11,55       | 20      | 11,52         | 19            | 11,53 s       | 12            | ausgeschieden | ausgeschieden | 12            |
| Annegret Richter                                                         | 100 m            | 11,30 s     | 2       | 11,33 s       | 5             | 11,39 s       | 5             | 11,38 s       | 5             | 5             |
| Elfgard Schittenhelm                                                     | 100 m            | 11,32 s     | 4       | 11,42 s       | 7             | 11,49 s       | 9             | ausgeschieden | ausgeschieden | 9             |
| Christiane Krause                                                        | 200 m            | 23,51 s     | 7       | 23,22 s       | 9             | 23,17 s       | 7             | ausgeschieden | ausgeschieden | 9             |
| Annegret Kroniger                                                        | 200 m            | 23,37 s     | 3       | 23,14 s       | 5             | 23,03 s       | 5             | 22,89 s       | 5             | 5             |
| Christel Frese                                                           | 400 m            | 52,89 s     | 14      | 53,01 s       | 19            | DNF           | DNF           | ausgeschieden | ausgeschieden | ausgeschieden |
| Anette Rückes                                                            | 400 m            | 53,92 s     | 32      | 53,22 s       | 21            | ausgeschieden | ausgeschieden | ausgeschieden | ausgeschieden | 21            |
| Rita Wilden                                                              | 400 m            | 51,97 s     | 3       | 51,91 s       | 2             | 51,76 s       | 4             | 51,21 s       | 2             | Silber        |
| Gisela Ellenberger                                                       | 800 m            | 2:01,92 min | 9       | —             | —             | 2:02,97 min   | 12            | ausgeschieden | ausgeschieden | 12            |
| Hildegard Falck                                                          | 800 m            | 2:01,52 min | 5       | —             | —             | 2:01,41 min   | 4             | 1:58,55 min   | 1             | Gold          |
| Sylvia Schenk                                                            | 800 m            | 2:02,22 min | 10      | —             | —             | 2:01,50 min   | 6             | ausgeschieden | ausgeschieden | 9             |
| Christa Merten                                                           | 1500 m           | 4:12,60 min | 13      | —             | —             | ausgeschieden | ausgeschieden | ausgeschieden | ausgeschieden | 12            |
| Gerda Ranz                                                               | 1500 m           | 4:18,60 min | 27      | —             | —             | ausgeschieden | ausgeschieden | ausgeschieden | ausgeschieden | 26            |
| Ellen Tittel                                                             | 1500 m           | 4:12,12 min | 12      | —             | —             | 4:06,65 min   | 3             | DNS           | DNS           | DNS           |
| Margit Bach                                                              | 100 m Hürden     | 13,46 s     | 13      | —             | —             | 13,31 s       | 11            | ausgeschieden | ausgeschieden | 11            |
| Heidi Schüller                                                           | 100 m Hürden     | 13,50 s     | 14      | —             | —             | 13,33 s       | 12            | ausgeschieden | ausgeschieden | 12            |
| Christiane Krause Ingrid Mickler-Becker Annegret Richter Heide Rosendahl | 4 × 100 m        | 42,97 s     | 2       | —             | —             | —             | —             | 42,81 s       | 1             | Gold          |
| Anette Rückes Inge Bödding Hildegard Falck Rita Wilden                   | 4 × 400 m        | 3:29,32 min | 3       | —             | —             | —             | —             | 3:26,51 min   | 3             | Bronze        |
| Männer                                                                   |                  |             |         |               |               |               |               |               |               |               |
| Jobst Hirscht                                                            | 100 m            | 10,36 s     | 5       | 10,25 s       | 6             | 10,36 s       | 6             | 10,40 s       | 6             | 6             |
| Klaus Ehl                                                                | 100 m            | 10,67 s     | 43      | 10,44 s       | 11            | ausgeschieden | ausgeschieden | ausgeschieden | ausgeschieden | 17            |
| Gerhard Wucherer                                                         | 100 m            | 10,82 s     | 60      | ausgeschieden | ausgeschieden | ausgeschieden | ausgeschieden | ausgeschieden | ausgeschieden | 56            |
| Martin Jellinghaus                                                       | 200 m            | 21,10 s     | 22      | 20,70 s       | 12            | 20,75 s       | 5             | 20,65 s       | 6             | 6             |
| Manfred Ommer                                                            | 200 m            | 20,80 s     | 8       | 20,53 s       | 5             | 21,08 s       | 11            | ausgeschieden | ausgeschieden | 11            |
| Karl Honz                                                                | 400 m            | 46,77 s     | 31      | 45,87 s       | 4             | 45,32 s       | 3             | 45,68 s       | 7             | 7             |
| Georg Nückles                                                            | 400 m            | 46,64 s     | 27      | 46,30 s       | 17            | 46,28 s       | 13            | ausgeschieden | ausgeschieden | 12            |
| Horst-Rüdiger Schlöske                                                   | 400 m            | 45,27 s     | 3       | 45,41 s       | 1             | 45,62 s       | 6             | 45,31 s       | 5             | 5             |
| Walter Adams                                                             | 800 m            | DNF         | DNF     | —             | —             | ausgeschieden | ausgeschieden | ausgeschieden | ausgeschieden | ausgeschieden |
| Franz-Josef Kemper                                                       | 800 m            | 1:47,34 min | 5       | —             | —             | 1:48,8 min    | 11            | 1:46,50 min   | 4             | 4             |
| Josef Schmid                                                             | 800 m            | 1:47,75 min | 14      | —             | —             | 1:48,8 min    | 11            | ausgeschieden | ausgeschieden | 12            |
| Bodo Tümmler                                                             | 1500 m           | 3:44,5 min  | 37      | —             | —             | 3:50,0 min    | 29            | ausgeschieden | ausgeschieden | 29            |
| Paul-Heinz Wellmann                                                      | 1500 m           | 3:41,8 min  | 17      | —             | —             | 3:38,42 min   | 4             | 3:40,08 min   | 7             | 7             |
| Thomas Wessinghage                                                       | 1500 m           | 3:40,56 min | 5       | —             | —             | 3:43,4 min    | 21            | ausgeschieden | ausgeschieden | 21            |
| Jürgen May                                                               | 5000 m           | 14:15,6 min | 40      | —             | —             | —             | —             | ausgeschieden | ausgeschieden | 39            |
| Harald Norpoth                                                           | 5000 m           | 13:33,4 min | 6       | —             | —             | —             | —             | 13:32,58 min  | 6             | 6             |
| Wolfgang Riesinger                                                       | 5000 m           | 14:15,2 min | 45      | —             | —             | —             | —             | ausgeschieden | ausgeschieden | 44            |
| Manfred Letzerich                                                        | 10.000 m         | 29.37,8 min | 38      | —             | —             | —             | —             | ausgeschieden | ausgeschieden | 37            |
| Günter Mielke                                                            | 10.000 m         | DNF         | DNF     | —             | —             | —             | —             | ausgeschieden | ausgeschieden | ausgeschieden |
| Paul Angenvoorth                                                         | Marathon         | —           | —       | —             | —             | —             | —             | 2:20:19,0 h   | 16            | 16            |
| Manfred Steffny                                                          | Marathon         | —           | —       | —             | —             | —             | —             | 2:24:25,4 h   | 31            | 31            |
| Lutz Philipp                                                             | Marathon         | —           | —       | —             | —             | —             | —             | 2:24:25,4 h   | 32            | 32            |
| Eckart Berkes                                                            | 110 m Hürden     | 14,14 s     | 19      | —             | —             | ausgeschieden | ausgeschieden | ausgeschieden | ausgeschieden | 20            |
| Günther Nickel                                                           | 110 m Hürden     | 13,95 s     | 8       | —             | —             | 14,23 s       | 12            | ausgeschieden | ausgeschieden | 12            |
| Manfred Schumann                                                         | 110 m Hürden     | 14,13 s     | 18      | —             | —             | ausgeschieden | ausgeschieden | ausgeschieden | ausgeschieden | 19            |
| Dieter Büttner                                                           | 400 m Hürden     | 49,78 s     | 3       | —             | —             | DNF           | DNF           | ausgeschieden | ausgeschieden | ausgeschieden |
| Rainer Schubert                                                          | 400 m Hürden     | 50,23 s     | 12      | —             | —             | 49,80 s       | 7             | 49,65 s       | 5             | 5             |
| Rolf Ziegler                                                             | 400 m Hürden     | 50,17 s     | 9       | —             | —             | 49,88 s       | 8             | ausgeschieden | ausgeschieden | 9             |
| Willi Maier                                                              | 3000 m Hindernis | 8:37,6 min  | 22      | —             | —             | —             | —             | ausgeschieden | ausgeschieden | 22            |
| Hans-Dieter Schulten                                                     | 3000 m Hindernis | 8:39,8 min  | 25      | —             | —             | —             | —             | ausgeschieden | ausgeschieden | 25            |
| Willi Wagner                                                             | 3000 m Hindernis | 8:34,0 min  | 16      | —             | —             | —             | —             | ausgeschieden | ausgeschieden | 16            |
| Heinz Mayr                                                               | 20 km Gehen      | —           | —       | —             | —             | —             | —             | 1:33:13,8 h   | 13            | 13            |
| Wilfried Wesch                                                           | 20 km Gehen      | —           | —       | —             | —             | —             | —             | 1:35:20,6 h   | 16            | 16            |
| Bernd Kannenberg                                                         | 20 km Gehen      | —           | —       | —             | —             | —             | —             | DNF           | DNF           | DNF           |
| Bernd Kannenberg                                                         | 50 km Gehen      | —           | —       | —             | —             | —             | —             | 3:56:11,6 h   | 1             | Gold          |
| Gerhard Weidner                                                          | 50 km Gehen      | —           | —       | —             | —             | —             | —             | 4:06:26,0 h   | 6             | 6             |
| Horst-Rüdiger Magnor                                                     | 50 km Gehen      | —           | —       | —             | —             | —             | —             | 4:21:53,4 h   | 16            | 16            |
| Jobst Hirscht Karlheinz Klotz Gerhard Wucherer Klaus Ehl                 | 4 × 100 m        | 39,17 s     | 5       | —             | —             | 38,86 s       | 2             | 38,79 s       | 3             | Bronze        |
| Bernd Herrmann Horst-Rüdiger Schlöske Hermann Köhler Karl Honz           | 4 × 400 m        | 3:03,27 min | 7       | —             | —             | —             | —             | 3:00,88       | 4             | 4             |

Springen und Werfen
| Athleten             | Wettbewerb     | Qualifikation | Qualifikation | Finale        | Finale        | Rang   |
| Athleten             | Wettbewerb     | Weite/Höhe    | Rang          | Weite/Höhe    | Rang          | Rang   |
| -------------------- | -------------- | ------------- | ------------- | ------------- | ------------- | ------ |
| Frauen               |                |               |               |               |               |        |
| Renate Gärtner       | Hochsprung     | 1,76 m        | 6             | 1,82 m        | 14            | 14     |
| Ulrike Meyfarth      | Hochsprung     | 1,76 m        | 6             | 1,92 m        | 1             | Gold   |
| Ellen Mundinger      | Hochsprung     | 1,76 m        | 6             | 1,82 m        | 10            | 10     |
| Heide Rosendahl      | Weitsprung     | 6,62 m        | 2             | 6,78 m        | 1             | Gold   |
| Heidi Schüller       | Weitsprung     | 6,32 m        | 10            | 6,51 m        | 5             | 5      |
| Brigitte Berendonk   | Diskuswurf     | 56,90 m       | 7             | 56,58 m       | 11            | 11     |
| Liesel Westermann    | Diskuswurf     | 58,26 m       | 5             | 62,18 m       | 5             | 5      |
| Anneliese Gerhards   | Speerwurf      | 55,24 m       | 9             | 55,84 m       | 9             | 9      |
| Ameli Koloska        | Speerwurf      | 48,42 m       | 18            | ausgeschieden | ausgeschieden | 18     |
| Männer               |                |               |               |               |               |        |
| Hermann Magerl       | Hochsprung     | 2,15 m        | 12            | 2,18 m        | 4             | 4      |
| Ingomar Sieghart     | Hochsprung     | 2,12 m        | 24            | ausgeschieden | ausgeschieden | 24     |
| Hans Baumgartner     | Weitsprung     | 7,98 m        | 6             | 8,18 m        | 2             | Silber |
| Andreas Gloerfeld    | Weitsprung     | 7,60 m        | 22            | ausgeschieden | ausgeschieden | 22     |
| Josef Schwarz        | Weitsprung     | 7,63 m        | 19            | ausgeschieden | ausgeschieden | 19     |
| Reinhard Kuretzky    | Stabhochsprung | 5,10 m        | 5             | 5,30 m        | 4             | 4      |
| Volker Ohl           | Stabhochsprung | 5,10 m        | 9             | 5,20 m        | 6             | 6      |
| Heinfried Birlenbach | Kugelstoßen    | 20,10 m       | 3             | 20,37 m       | 7             | 7      |
| Traugott Glöckler    | Kugelstoßen    | 19,11 m       | 16            | 18,85 m       | 18            | 18     |
| Ralf Reichenbach     | Kugelstoßen    | 19,14 m       | 15            | 19,48 m       | 13            | 13     |
| Klaus-Peter Hennig   | Diskuswurf     | 58,64 m       | 15            | ausgeschieden | ausgeschieden | 15     |
| Hein-Direck Neu      | Diskuswurf     | 58,10 m       | 17            | ausgeschieden | ausgeschieden | 17     |
| Dirk Wippermann      | Diskuswurf     | 58,10 m       | 16            | ausgeschieden | ausgeschieden | 16     |
| Uwe Beyer            | Hammerwurf     | 67,04 m       | 15            | 71,52 m       | 4             | 4      |
| Edwin Klein          | Hammerwurf     | 67,14 m       | 14            | 71,14 m       | 7             | 7      |
| Karl-Hans Riehm      | Hammerwurf     | 67,64 m       | 10            | 70,12 m       | 10            | 10     |
| Günter Glasauer      | Speerwurf      | 73,12 m       | 18            | ausgeschieden | ausgeschieden | 18     |
| Klaus Wolfermann     | Speerwurf      | 86,22 m       | 1             | 90,48 m       | 1             | Gold   |

Mehrkampf
| Athleten        | 100 m Hürden | 100 m Hürden | Kugelstoßen | Kugelstoßen | Hochsprung | Hochsprung | Weitsprung | Weitsprung | 200 m   | 200 m | Punkte | Rang   |
| Athleten        | Zeit         | Pkte.        | Weite       | Pkte.       | Höhe       | Pkte.      | Weite      | Pkte.      | Zeit    | Pkte. | Punkte | Rang   |
| --------------- | ------------ | ------------ | ----------- | ----------- | ---------- | ---------- | ---------- | ---------- | ------- | ----- | ------ | ------ |
| Fünfkampf       |              |              |             |             |            |            |            |            |         |       |        |        |
| Margot Eppinger | 14,12 s      | 851          | 12,70 m     | 762         | 1,60 m     | 834        | 6,18 m     | 945        | 24,18 s | 921   | 4313   | 12     |
| Karen Mack      | 14,45 s      | 811          | 14,10 m     | 844         | 1,76 m     | 993        | 6,11 m     | 930        | 24,72 s | 871   | 4449   | 7      |
| Heide Rosendahl | 13,34 s      | 953          | 13,86 m     | 830         | 1,65 m     | 885        | 6,83 m     | 1082       | 22,96 s | 1041  | 4791   | Silber |

| Athleten           | 100 m   | 100 m | Weitsprung | Weitsprung | Kugelstoßen | Kugelstoßen | Hochsprung | Hochsprung | 400 m | 400 m | 110 m Hürden | 110 m Hürden | Diskuswurf | Diskuswurf | Stabhochsprung | Stabhochsprung | Speerwurf | Speerwurf | 1500 m | 1500 m | Punkte | Rang |
| Athleten           | Zeit    | Pkte. | Weite      | Pkte.      | Weite       | Pkte.       | Höhe       | Pkte.      | Zeit  | Pkte. | Zeit         | Pkte.        | Weite      | Pkte.      | Höhe           | Pkte.          | Weite     | Pkte.     | Zeit   | Pkte.  | Punkte | Rang |
| ------------------ | ------- | ----- | ---------- | ---------- | ----------- | ----------- | ---------- | ---------- | ----- | ----- | ------------ | ------------ | ---------- | ---------- | -------------- | -------------- | --------- | --------- | ------ | ------ | ------ | ---- |
| Zehnkampf          |         |       |            |            |             |             |            |            |       |       |              |              |            |            |                |                |           |           |        |        |        |      |
| Horst Beyer        | 11,64 s | 657   | 6,51 m     | 717        | 14,42 m     | 754         | DNF        | DNF        | DNF   | DNF   | DNF          | DNF          | DNF        | DNF        | DNF            | DNF            | DNF       | DNF       | DNF    | DNF    | DNF    | DNF  |
| Hans-Joachim Perk  | 11,34 s | 724   | 6,82 m     | 782        | 13,34 m     | 686         | DNF        | DNF        | DNF   | DNF   | DNF          | DNF          | DNF        | DNF        | DNF            | DNF            | DNF       | DNF       | DNF    | DNF    | DNF    | DNF  |
| Hans-Joachim Walde | 11,11 s | 778   | 7,16 m     | 853        | 14,57 m     | 763         | 1,92 m     | 788        | DNF   | DNF   | DNF          | DNF          | DNF        | DNF        | DNF            | DNF            | DNF       | DNF       | DNF    | DNF    | DNF    | DNF  |

### Moderner Fünfkampf
| Athleten                              | Wettbewerb | Reiten     | Reiten | Fechten | Fechten | Schießen | Schießen | Schwimmen  | Schwimmen | 4000 m Crosslauf | 4000 m Crosslauf | Punkte | Rang |
| Athleten                              | Wettbewerb | Zeit       | Punkte | Siege   | Punkte  | Ringe    | Punkte   | Zeit       | Punkte    | Zeit             | Punkte           | Punkte | Rang |
| ------------------------------------- | ---------- | ---------- | ------ | ------- | ------- | -------- | -------- | ---------- | --------- | ---------------- | ---------------- | ------ | ---- |
| Männer                                |            |            |        |         |         |          |          |            |           |                  |                  |        |      |
| Walter Esser                          | Einzel     | 2:16,6 min | 100    | 32      | 829     | 186      | 824      | 3:44,1 min | 1080      | 13:44,6 min      | 1093             | 4826   | 20   |
| Hole Rößler                           | Einzel     | 2:20,1 min | 155    | 25      | 696     | 187      | 846      | 3:36,9 min | 9         | 13:58,2 min      | 1051             | 4678   | 27   |
| Heiner Thade                          | Einzel     | 2:10,5 min | 35     | 39      | 962     | 192      | 956      | 3:52,6 min | 1012      | 13:25,0 min      | 1150             | 5145   | 7    |
| Walter Esser Hole Rößler Heiner Thade | Mannschaft |            | 3010   |         | 2520    |          | 2626     |            | 3232      |                  | 3294             | 14.682 | 6    |

### Radsport

#### Bahn
| Athleten                                                                             | Wettbewerb            | Qualifikation | Qualifikation | 1. Runde | 1. Runde | Achtelfinale  | Achtelfinale  | Viertelfinale | Viertelfinale | Halbfinale        | Halbfinale    | Finals        | Finals        | Rang   |
| Athleten                                                                             | Wettbewerb            | Zeit          | Rang          | Zeit     | Rang     | Zeit          | Rang          | Zeit          | Rang          | Zeit              | Rang          | Zeit/Punkte   | Rang          | Rang   |
| ------------------------------------------------------------------------------------ | --------------------- | ------------- | ------------- | -------- | -------- | ------------- | ------------- | ------------- | ------------- | ----------------- | ------------- | ------------- | ------------- | ------ |
| Männer                                                                               |                       |               |               |          |          |               |               |               |               |                   |               |               |               |        |
| Dieter Berkmann                                                                      | Sprint                | 11,71 s       | 1             | –        | 2        | ausgeschieden | ausgeschieden | ausgeschieden | ausgeschieden | ausgeschieden     | ausgeschieden | ausgeschieden | ausgeschieden | 9      |
| Karl Köther                                                                          | Sprint                | 11,30 s       | 1             | 11,37 s  | 1        | –             | 2             | ausgeschieden | ausgeschieden | ausgeschieden     | ausgeschieden | ausgeschieden | ausgeschieden | 19     |
| Karl Köther                                                                          | 1000 m Zeitfahren     | —             | —             | —        | —        | —             | —             | —             | —             | —                 | —             | 1:07,02 min   | 4             | 4      |
| Jürgen Barth Rainer Müller                                                           | Tandem                | —             | —             | —        | —        | –             | 2             | ausgeschieden | ausgeschieden | ausgeschieden     | ausgeschieden | ausgeschieden | ausgeschieden | 6      |
| Hans Lutz                                                                            | Einerverfolgung       | 4:51,33 min   | 3             | —        | —        | —             | —             | 4:56,17 min   | 1             | überrundet        | 2             | 4:50,80 min   | 3             | Bronze |
| Jürgen Colombo Günter Haritz Udo Hempel Günther Schumacher Peter Vonhof (Halbfinale) | Mannschaftsverfolgung | 4:23,54 min   | 1             | —        | —        | —             | —             | 4:24,49 min   | 1             | Gegner überrundet | 1             | 4:22,14 min   | 1             | Gold   |

#### Straße
| Athleten                                                        | Wettbewerb            | Zeit        | Rang |
| --------------------------------------------------------------- | --------------------- | ----------- | ---- |
| Männer                                                          |                       |             |      |
| Alfred Gaida                                                    | Straßenrennen         | 4:17:09 h   | 57   |
| Erwin Tischler                                                  | Straßenrennen         | 4:15:13 h   | 22   |
| Wilfried Trott                                                  | Straßenrennen         | 4:15:07 h   | 7    |
| Peter Weibel                                                    | Straßenrennen         | 4:17:09 h   | 68   |
| Johannes Knab Algis Oleknavicius Rainer Podlesch Erwin Tischler | Mannschaftszeitfahren | 2:18:27,8 h | 10   |

### Reiten

#### Dressurreiten
| Athleten                                                                              | Wettbewerb | Grand Prix | Grand Prix | Finale | Finale | Rang   |
| Athleten                                                                              | Wettbewerb | Punkte     | Rang       | Punkte | Rang   | Rang   |
| ------------------------------------------------------------------------------------- | ---------- | ---------- | ---------- | ------ | ------ | ------ |
| Liselott Linsenhoff mit Piaff                                                         | Einzel     | 1.763      | 1          | 1.229  | 1      | Gold   |
| Josef Neckermann mit Venetia                                                          | Einzel     | 1.706      | 3          | 1.177  | 3      | Bronze |
| Karin Schlüter mit Liostro                                                            | Einzel     | 1.614      | 9          | 1.113  | 7      | 7      |
| Liselott Linsenhoff mit Piaff Josef Neckermann mit Venetia Karin Schlüter mit Liostro | Mannschaft | 5.083      | 2          | —      | —      | Silber |

#### Springreiten
| Athleten                    | Wettbewerb | Strafpunkte   | Strafpunkte   | Strafpunkte        | Strafpunkte   | Strafpunkte   | Strafpunkte   | Rang |
| Athleten                    | Wettbewerb | Einzelwertung | Einzelwertung | Einzelwertung      | Nationenpreis | Nationenpreis | Nationenpreis | Rang |
| Athleten                    | Wettbewerb | Qualifikation | 1. Umlauf     | Stechen            | Qualifikation | 1. Umlauf     | Stechen       | Rang |
| --------------------------- | ---------- | ------------- | ------------- | ------------------ | ------------- | ------------- | ------------- | ---- |
| Hartwig Steenken auf Simona | Einzel     | 4,00          | 4,75          | nicht qualifiziert | —             | —             | —             | 4    |
| Fritz Ligges auf Robin      | Einzel     | 4,00          | 12,00         | nicht qualifiziert | —             | —             | —             | 8    |
| Gerd Wiltfang auf Askan     | Einzel     | 4,00          | 28,75         | nicht qualifiziert | —             | —             | —             | 16   |
| Hans Günter Winkler         | Mannschaft | —             | —             | —                  | 16,00         | 16,00         | -             | Gold |

#### Vielseitigkeitsreiten
| Athleten | Wettbewerb | Punkte Dressur | Punkte Gelände | Punkte Springen | Minuspunkte Gesamt | Rang   |
| --- | ---------- | -------------- | -------------- | --------------- | ------------------ | ------ |
| Harry Klugmann auf Christopher Robert                                                                          | Einzel     | -54,00         | 62,00          | 0,00            | 8,00               | 9      |
| Lutz Goessing auf Chikago                                                                                      | Einzel     | -70,00         | 89,60          | -20,00          | -0,40              | 13     |
| Karl Schultz auf Pisco                                                                                         | Einzel     | -40,00         | -15,60         | -10,00          | -25,60             | 16     |
| Horst Karsten auf Sioux                                                                                        | Einzel     | 33,00          | DNF            | DNF             | DNF                | DNF    |
| Harry Klugmann auf Christopher Robert Karl Schultz auf Pisco Lutz Goessing auf Chikago Horst Karsten auf Sioux | Mannschaft | -127,00        | 189,20         | -30,00          | -18,00             | Bronze |

### Ringen

#### Freier Stil
| Athleten             | Wettbewerb         | 1. Runde   | 1. Runde | 2. Runde | 2. Runde | 3. Runde      | 3. Runde      | 4. Runde      | 4. Runde      | 5. Runde      | 5. Runde      | 6. Runde      | 6. Runde      | Finale        | Finale        | Rang          |
| Athleten             | Wettbewerb         | Gegner     | Erg.     | Gegner   | Erg.     | Gegner        | Erg.          | Gegner        | Erg.          | Gegner        | Erg.          | Gegner        | Erg.          | Gegner        | Erg.          | Rang          |
| -------------------- | ------------------ | ---------- | -------- | -------- | -------- | ------------- | ------------- | ------------- | ------------- | ------------- | ------------- | ------------- | ------------- | ------------- | ------------- | ------------- |
| Männer               |                    |            |          |          |          |               |               |               |               |               |               |               |               |               |               |               |
| Rolf Lacour          | Klasse bis 48 kg   | Dschamsran | S.       | Gonzalez | S.       | Arapu         | N.            | ausgeschieden | ausgeschieden | —             | —             | —             | —             | ausgeschieden | ausgeschieden | ausgeschieden |
| Mario Sabatini       | Klasse bis 52 kg   | Martínez   | N.       | Gál      | N.       | ausgeschieden | ausgeschieden | ausgeschieden | ausgeschieden | ausgeschieden | ausgeschieden | ausgeschieden | ausgeschieden | ausgeschieden | ausgeschieden | ausgeschieden |
| Gerhard Weisenberger | Klasse bis 62 kg   | Ramos      | N.       | Tůma     | S.       | Djan          | S.            | Burge         | N.            | ausgeschieden | ausgeschieden | ausgeschieden | ausgeschieden | ausgeschieden | ausgeschieden | ausgeschieden |
| Klaus Rost           | Klasse bis 68 kg   | Ouellet    | S.       | Gable    | N.       | Wada          | N.            | ausgeschieden | ausgeschieden | ausgeschieden | ausgeschieden | —             | —             | ausgeschieden | ausgeschieden | ausgeschieden |
| Adolf Seger          | Klasse bis 74 kg   | Wurr       | S.       | Lebeque  | S.       | Gussow        | S.            | Urbanovics    | S.            | Barzegar      | S.            | Karlsson      | N.            | Karlsson      | N.            | Bronze        |
| Adolf Seger          | Klasse bis 74 kg   | Wurr       | S.       | Lebeque  | S.       | Gussow        | S.            | Urbanovics    | S.            | Barzegar      | S.            | Karlsson      | N.            | Wells         | N.            | Bronze        |
| Peter Neumair        | Klasse bis 82 kg   | Bens       | N.       | Peterson | N.       | Barraclough   | S.            | Wypiorczyk    | S.            | Tediaschwili  | S.            | —             | —             | ausgeschieden | ausgeschieden | ausgeschieden |
| Ernst Knoll          | Klasse bis 90 kg   | Freilos    | Freilos  | Bajkó    | N.       | Khorrami      | N.            | ausgeschieden | ausgeschieden | ausgeschieden | ausgeschieden | ausgeschieden | ausgeschieden | ausgeschieden | ausgeschieden | ausgeschieden |
| Alfons Hecher        | Klasse bis 100 kg  | Bajanmönch | N.       | Schenk   | S.       | Csatári       | N.            | ausgeschieden | ausgeschieden | ausgeschieden | ausgeschieden | —             | —             | ausgeschieden | ausgeschieden | ausgeschieden |
| Wilfried Dietrich    | Klasse über 100 kg | Maróthy    | S.       | Vlasák   | S.       | Medwed        | S.            | Taylor        | N.            | ausgeschieden | ausgeschieden | —             | —             | ausgeschieden | ausgeschieden | 5             |

#### Griechisch-römischer Stil
| Athleten            | Wettbewerb         | 1. Runde     | 1. Runde | 2. Runde  | 2. Runde | 3. Runde         | 3. Runde      | 4. Runde      | 4. Runde      | 5. Runde      | 5. Runde      | 6. Runde  | 6. Runde | 7. Runde | 7. Runde | Finale        | Finale        | Rang          |
| Athleten            | Wettbewerb         | Gegner       | Erg.     | Gegner    | Erg.     | Gegner           | Erg.          | Gegner        | Erg.          | Gegner        | Erg.          | Gegner    | Erg.     | Gegner   | Erg.     | Gegner        | Erg.          | Rang          |
| ------------------- | ------------------ | ------------ | -------- | --------- | -------- | ---------------- | ------------- | ------------- | ------------- | ------------- | ------------- | --------- | -------- | -------- | -------- | ------------- | ------------- | ------------- |
| Männer              |                    |              |          |           |          |                  |               |               |               |               |               |           |          |          |          |               |               |               |
| Günter Maas         | Klasse bis 48 kg   | Ishida       | N.       | Freilos   | Freilos  | Aliabadi         | N.            | ausgeschieden | ausgeschieden | ausgeschieden | ausgeschieden | —         | —        | —        | —        | ausgeschieden | ausgeschieden | ausgeschieden |
| Fritz Huber         | Klasse bis 52 kg   | Martiniussen | S.       | Stoiciu   | N.       | Doncsecz         | N.            | ausgeschieden | ausgeschieden | ausgeschieden | ausgeschieden | —         | —        | —        | —        | ausgeschieden | ausgeschieden | ausgeschieden |
| Hans-Jürgen Veil    | Klasse bis 57 kg   | Velarde      | S.       | Maggiolo  | S.       | Grilo            | S.            | Lindholm      | S.            | Varga         | S.            | Traikow   | N.       | Björlin  | S.       | Kazakow       | N.            | Silber        |
| Manfred Schöndorfer | Klasse bis 68 kg   | Damjanović   | S.       | Weirum    | S.       | Djan             | S.            | Steer         | U.            | Freilos       | Freilos       | Apostolow | N.       | —        | —        | ausgeschieden | ausgeschieden | 4             |
| Werner Schröter     | Klasse bis 74 kg   | Krzesiński   | U.       | Hegedűs   | U.       | Kolew            | S.            | Kecman        | U.            | ausgeschieden | ausgeschieden | —         | —        | —        | —        | ausgeschieden | ausgeschieden | ausgeschieden |
| Reinhold Hucker     | Klasse bis 82 kg   | Kårström     | N.       | Nasarenko | N.       | ausgeschieden    | ausgeschieden | ausgeschieden | ausgeschieden | ausgeschieden | ausgeschieden | —         | —        | —        | —        | ausgeschieden | ausgeschieden | ausgeschieden |
| Günter Kowalewski   | Klasse bis 90 kg   | Øverby       | N.       | Baughman  | S.       | Resanzew         | N.            | ausgeschieden | ausgeschieden | ausgeschieden | ausgeschieden | —         | —        | —        | —        | ausgeschieden | ausgeschieden | ausgeschieden |
| Lorenz Hecher       | Klasse bis 100 kg  | Skrzydlewski | N.       | Kiss      | U.       | ausgeschieden    | ausgeschieden | ausgeschieden | ausgeschieden | ausgeschieden | ausgeschieden | —         | —        | —        | —        | ausgeschieden | ausgeschieden | ausgeschieden |
| Wilfried Dietrich   | Klasse über 100 kg | Taylor       | S.       | Karlsson  | S.       | Victor Dolipschi | N.            | Roschtschin   | N.            | —             | —             | —         | —        | —        | —        | ausgeschieden | ausgeschieden | 4             |

### Rudern
| Athleten | Wettbewerb             | Vorlauf     | Vorlauf | Vorlauf       | Hoffnungslauf | Hoffnungslauf | Hoffnungslauf | Halbfinale  | Halbfinale | Halbfinale    | Finale                | Finale | Rang   |
| Athleten | Wettbewerb             | Zeit        | Platz   | Qualifikation | Zeit          | Platz         | Qualifikation | Zeit        | Platz      | Qualifikation | Zeit                  | Platz  | Rang   |
| --- | ---------------------- | ----------- | ------- | ------------- | ------------- | ------------- | ------------- | ----------- | ---------- | ------------- | --------------------- | ------ | ------ |
| Männer |                        |             |         |               |               |               |               |             |            |               |                       |        |        |
| Udo Hild | Einer                  | 7:48,12 min | 2       | Hoffnungslauf | 7:48,11 min   | 1             | Halbfinale    | 8:26,37 min | 3          | A-Finale      | 7:20,81 min           | 4      | 4      |
| Jochen Meißner Arthur Heyne | Doppelzweier           | 7:12,03 min | 3       | Hoffnungslauf | 7:11,55 min   | 2             | Halbfinale    | 7:46,21 min | 6          | B-Finale      | B-Finale: 7:11,74 min | 4      | 10     |
| Erwin Haas Lutz Ulbricht | Zweier ohne Steuermann | 7:22,94 min | 1       | Halbfinale    | —             | —             | —             | 8:06,06 min | 6          | B-Finale      | B-Finale: 7:31,02 min | 1      | 7      |
| Heinz Mußmann Bernd Krause Stefan Kuhnke (Stm.) | Zweier mit Steuermann  | 8:02,19 min | 3       | Hoffnungslauf | 8:07,95 min   | 1             | Halbfinale    | 8:19,86 min | 2          | A-Finale      | 7:21,52 min           | 4      | 4      |
| Joachim Ehrig Peter Funnekötter Franz Held Wolfgang Plottke | Vierer ohne Steuermann | 6:47,53 min | 3       | Hoffnungslauf | 6:58,10 min   | 1             | Halbfinale    | 7:10,56 min | 3          | A-Finale      | 6:28,41 min           | 3      | Bronze |
| Peter Berger Hans-Johann Färber Gerhard Auer Alois Bierl Uwe Benter (Stm.)                                                                                                | Vierer mit Steuermann  | 6:46,66 min | 1       | Halbfinale    | —             | —             | —             | 7:19,43 min | 1          | A-Finale      | 6:31,85 min           | 1      | Gold   |
| Reinhard Wendemuth Frithjof Henckel Norbert Kindlmann Wolfgang Hottenrott Hans-Ulrich Buchholz Günter Petersmann Bernd Truschinski Winfried Ringwald Manfred Klein (Stm.) | Achter                 | 6:10,28 min | 2       | Halbfinale    | —             | —             | —             | 6:27,44 min | 1          | A-Finale      | 6:14,91 min           | 5      | 5      |

### Schießen
| Athleten                  | Wettbewerb                             | Ringe/ Scheiben | Rang |
| ------------------------- | -------------------------------------- | --------------- | ---- |
| Offen                     |                                        |                 |      |
| Bernd Klingner            | 50 m Kleinkaliber Dreistellungskampf   | 1141            | 16   |
| Gottfried Kustermann      | 50 m Kleinkaliber Dreistellungskampf   | 1149            | 7    |
| Gottfried Kustermann      | 50 m Kleinkaliber liegend              | 592             | 37   |
| Silvester Knipfer         | 50 m Kleinkaliber liegend              | 595             | 16   |
| Dirk Fudickar             | 300 m Freies Gewehr Dreistellungskampf | 1131            | 20   |
| Helmut Seeger             | 25 m Schnellfeuerpistole               | 589             | 11   |
| Erwin Glock               | 25 m Schnellfeuerpistole               | 586             | 16   |
| Heinrich Fretwurst        | 50 m Freie Pistole                     | 551             | 15   |
| Heinz Mertel              | 50 m Freie Pistole                     | 550             | 16   |
| Günther Danne             | 50 m Laufende Scheibe                  | 551             | 7    |
| Christoph-Michael Zeisner | 50 m Laufende Scheibe                  | 554             | 5    |
| Konrad Wirnhier           | Skeet                                  | 195             | Gold |
| Walter Wrigge             | Skeet                                  | 190             | 22   |
| Peter Blecher             | Trap                                   | 185             | 26   |
| Heinz Leibinger           | Trap                                   | 190             | 12   |

### Schwimmen
| Athleten | Wettbewerb          | Vorlauf      | Vorlauf | Halbfinale    | Halbfinale    | Finale        | Finale        | Rang   |
| Athleten | Wettbewerb          | Zeit         | Rang    | Zeit          | Rang          | Zeit          | Rang          | Rang   |
| --- | ------------------- | ------------ | ------- | ------------- | ------------- | ------------- | ------------- | ------ |
| Frauen |                     |              |         |               |               |               |               |        |
| Heidemarie Reineck | 100 m Freistil      | 1:00,39 min  | 8       | 59,66 s       | 6             | 59,73 s       | 6             | 6      |
| Jutta Weber | 100 m Freistil      | 59,72 s      | 5       | 59:90 s       | 9             | ausgeschieden | ausgeschieden | 9      |
| Jutta Weber | 200 m Freistil      | 2:12,44 min  | 12      | —             | —             | ausgeschieden | ausgeschieden | 12     |
| Angela Steinbach | 100 m Freistil      | 1:01,66 min  | 17      | ausgeschieden | ausgeschieden | ausgeschieden | ausgeschieden | 21     |
| Angela Steinbach | 200 m Freistil      | 2:10,59 min  | 11      | —             | —             | ausgeschieden | ausgeschieden | 11     |
| Uta Schütz | 200 m Freistil      | 2:12,84 min  | 15      | —             | —             | ausgeschieden | ausgeschieden | 15     |
| Uta Schütz | 400 m Freistil      | 4:34,67 min  | 10      | —             | —             | ausgeschieden | ausgeschieden | 10     |
| Uta Schütz | 800 m Freistil      | 9:22,93 min  | 10      | —             | —             | ausgeschieden | ausgeschieden | 10     |
| Helga Wagner | 400 m Freistil      | 4:47,61 min  | 24      | —             | —             | ausgeschieden | ausgeschieden | 24     |
| Helga Wagner | 800 m Freistil      | 9:44,17 min  | 23      | —             | —             | ausgeschieden | ausgeschieden | 23     |
| Barbara Schwarzfeldt | 800 m Freistil      | 9:24,89 min  | 11      | —             | —             | ausgeschieden | ausgeschieden | 11     |
| Silke Pielen | 100 m Rücken        | 1:07,70 min  | 7       | 1:06,98 min   | 7             | 1:07,36 min   | 8             | 8      |
| Annegret Kober | 100 m Rücken        | 1:08,24 min  | 12      | 1:08,01 min   | 12            | ausgeschieden | ausgeschieden | 12     |
| Annegret Kober | 200 m Rücken        | 2:24,88 min  | 5       | —             | —             | 2:23,35 min   | 4             | 4      |
| Angelika Kraus | 100 m Rücken        | 1:08,92 min  | 16      | 1:09,10 min   | 15            | ausgeschieden | ausgeschieden | 15     |
| Angelika Kraus | 200 m Rücken        | 2:31,16 min  | 29      | —             | —             | ausgeschieden | ausgeschieden | 29     |
| Karin Bormann | 200 m Rücken        | 2:25,59 min  | 10      | —             | —             | ausgeschieden | ausgeschieden | 10     |
| Karin Bormann | 200 m Lagen         | 2:31,19 min  | 22      | —             | —             | ausgeschieden | ausgeschieden | 22     |
| Dagmar Sierck | 100 m Brust         | 1:18,80 min  | 21      | ausgeschieden | ausgeschieden | ausgeschieden | ausgeschieden | 21     |
| Patricia Siewert | 100 m Brust         | 1:19,54 min  | 29      | ausgeschieden | ausgeschieden | ausgeschieden | ausgeschieden | 29     |
| Verena Eberle | 100 m Brust         | 1:17,67 min  | 10      | 1:16,76 min   | 8             | 1:17,16 min   | 6             | 6      |
| Verena Eberle | 200 m Brust         | 2:46,17 min  | 11      | —             | —             | ausgeschieden | ausgeschieden | 11     |
| Ulrike Klees | 200 m Brust         | 2:50,48 min  | 23      | —             | —             | ausgeschieden | ausgeschieden | 23     |
| Petra Nows | 200 m Brust         | 2:45,20 min  | 8       | —             | —             | 2:43,38 min   | 5             | 5      |
| Gudrun Beckmann | 100 m Schmetterling | 1:05,26 min  | 9       | 1:04,52 min   | 6             | 1:04,15 min   | 7             | 7      |
| Edeltraud Koch | 100 m Schmetterling | 1:05,29 min  | 10      | 1:05,28 min   | 10            | ausgeschieden | ausgeschieden | 10     |
| Heike Nagel | 100 m Schmetterling | 1:05,64 min  | 11      | 1:06,48 min   | 11            | ausgeschieden | ausgeschieden | 11     |
| Helmi Boxberger | 200 m Lagen         | 2:33,71 min  | 34      | —             | —             | ausgeschieden | ausgeschieden | 34     |
| Helmi Boxberger | 400 m Lagen         | 5:32,31 min  | 34      | —             | —             | ausgeschieden | ausgeschieden | 34     |
| Helga Niemann | 400 m Lagen         | 5:21,97 min  | 20      | —             | —             | ausgeschieden | ausgeschieden | 20     |
| Jutta Weber Heidemarie Reineck Gudrun Beckmann Angela Steinbach                                                                             | 4 × 100 m Freistil  | 4:01,63 min  | 2       | —             | —             | 3:57,93 min   | 3             | Bronze |
| Silke Pielen Verena Eberle Gudrun Beckmann Heidemarie Reineck Annegret Kober (Vorlauf) Jutta Weber (Vorlauf) Edeltraud Koch (Vorlauf)       | 4 × 100 m Lagen     | 4:33,37 min  | 8       | —             | —             | 4:26,46 min   | 3             | Bronze |
| Männer |                     |              |         |               |               |               |               |        |
| Klaus Steinbach | 100 m Freistil      | 52,91 s      | 7       | 52,87 s       | 8             | 52,92 s       | 8             | 8      |
| Klaus Steinbach | 200 m Freistil      | 1:55,80 min  | 3       | —             | —             | 1:55,65 min   | 6             | 6      |
| Klaus Steinbach | 200 m Lagen         | 2:13,84 min  | 14      | —             | —             | ausgeschieden | ausgeschieden | 14     |
| Kersten Meier | 100 m Freistil      | 53,96 s      | 12      | 54,35 s       | 16            | ausgeschieden | ausgeschieden | 16     |
| Gerhard Schiller | 100 m Freistil      | 54,28 s      | 18      | —             | —             | ausgeschieden | ausgeschieden | 18     |
| Werner Lampe | 200 m Freistil      | 1:55,97 min  | 4       | —             | —             | 1:53,99 min   | 3             | Bronze |
| Werner Lampe | 400 m Freistil      | 4:04,80 min  | 2       | —             | —             | 4:06,97 min   | 7             | 7      |
| Olaf von Schilling | 200 m Freistil      | 2:00,27 min  | 25      | —             | —             | ausgeschieden | ausgeschieden | 25     |
| Hans Fassnacht | 400 m Freistil      | 4:09,23 min  | 10      | —             | —             | ausgeschieden | ausgeschieden | 10     |
| Hans Fassnacht | 1500 m Freistil     | 16:34,63 min | 10      | —             | —             | ausgeschieden | ausgeschieden | 10     |
| Hans Fassnacht | 200 m Schmetterling | 2:05,39 min  | 5       | —             | —             | 2:04,69 min   | 5             | 5      |
| Peter Rosenkranz | 400 m Freistil      | 4:14,01 min  | 18      | —             | —             | ausgeschieden | ausgeschieden | 18     |
| Peter Rosenkranz | 1500 m Freistil     | 16:58,26 min | 17      | —             | —             | ausgeschieden | ausgeschieden | 17     |
| Dusan Grozaj | 1500 m Freistil     | 16:44,59 min | 13      | —             | —             | ausgeschieden | ausgeschieden | 13     |
| Andreas Weber | 100 m Rücken        | 1:02,49 min  | 28      | —             | —             | ausgeschieden | ausgeschieden | 28     |
| Andreas Weber | 200 m Lagen         | 2:16,17 min  | 19      | —             | —             | ausgeschieden | ausgeschieden | 19     |
| Norbert Verweyen | 200 m Rücken        | 2:15,94 min  | 26      | —             | —             | ausgeschieden | ausgeschieden | 26     |
| Walter Kusch | 100 m Brust         | 1:06,95 min  | 7       | 1:05,78 min   | 4             | 1:06,23 min   | 5             | 5      |
| Walter Kusch | 200 m Brust         | 2:26,43 min  | 8       | —             | —             | 2:26,55 min   | 6             | 6      |
| Michael Günther | 100 m Brust         | 1:08,93 min  | 18      | —             | —             | ausgeschieden | ausgeschieden | 18     |
| Andreas Hellmann | 100 m Brust         | 1:10,13 min  | 29      | —             | —             | ausgeschieden | ausgeschieden | 29     |
| Andreas Hellmann | 200 m Brust         | 2:32,60 min  | 24      | —             | —             | ausgeschieden | ausgeschieden | 24     |
| Gregor Betz | 200 m Brust         | 2:36,96 min  | 34      | —             | —             | ausgeschieden | ausgeschieden | 34     |
| Lutz Stoklasa | 100 m Schmetterling | 57,50 s      | 8       | 58,33 s       | 15            | ausgeschieden | ausgeschieden | 15     |
| Peter Remmel | 100 m Schmetterling | 58,97 s      | 19      | —             | —             | ausgeschieden | ausgeschieden | 19     |
| Hans Lampe | 100 m Schmetterling | 59,00 s      | 20      | —             | —             | ausgeschieden | ausgeschieden | 20     |
| Walter Mack | 200 m Schmetterling | 2:11,03 min  | 21      | —             | —             | ausgeschieden | ausgeschieden | 21     |
| Folkert Meeuw | 200 m Schmetterling | 2:06,13 min  | 8       | —             | —             | 2:05,57 min   | 8             | 8      |
| Thomas Aretz | 200 m Lagen         | 2:13,19 min  | 10      | —             | —             | ausgeschieden | ausgeschieden | 10     |
| Hans-Joachim Geisler | 400 m Lagen         | 4:48,57 min  | 15      | —             | —             | ausgeschieden | ausgeschieden | 15     |
| Michael Holthaus | 400 m Lagen         | 4:58,19 min  | 28      | —             | —             | ausgeschieden | ausgeschieden | 28     |
| Klaus Steinbach Werner Lampe Rainer Jacob Hans Fassnacht Gerhard Schiller (Vorlauf) Hans-Günther Vosseler (Vorlauf) Kersten Meier (Vorlauf) | 4 × 100 m Freistil  | 3:37,59 min  | 7       | —             | —             | 3:33,90 min   | 6             | 6      |
| Klaus Steinbach Werner Lampe Hans-Günther Vosseler Hans Fassnacht Gerhard Schiller (Vorlauf) Folkert Meeuw (Vorlauf)                        | 4 × 200 m Freistil  | 7:53,98 min  | 5       | —             | —             | 7:41,69 min   | 2             | Silber |
| Andreas Weber Walter Kusch Lutz Stoklasa Klaus Steinbach                                                                                    | 4 × 100 m Lagen     | 4:00,56 min  | 11      | —             | —             | ausgeschieden | ausgeschieden | 11     |

### Segeln
| Athleten                                         | Wettbewerb      | Punkte | Rang   |
| ------------------------------------------------ | --------------- | ------ | ------ |
| Offen                                            |                 |        |        |
| Walter Mai                                       | Finn Dinghy     | 111,7  | 12     |
| Ullrich Libor Peter Naumann                      | Flying Dutchman | 51,1   | Bronze |
| Heinz Laprell Wolf Stadler                       | Tempest         | 88,0   | 11     |
| Karsten Meyer Willi Kuhweide                     | Star            | 44,0   | Bronze |
| Franz Heilmeier Richard Kuchler Konrad Glas      | Drachen         | 47,7   | 4      |
| Norbert Wagner Hans-Joachim Berndt Friedrich May | Soling          | 76,7   | 11     |

### Turnen
| Athleten                                                                                  | Wettbewerb           | Qualifikation | Qualifikation | Finale        | Finale        | Rang |
| Athleten                                                                                  | Wettbewerb           | Punkte        | Rang          | Punkte        | Rang          | Rang |
| ----------------------------------------------------------------------------------------- | -------------------- | ------------- | ------------- | ------------- | ------------- | ---- |
| Frauen                                                                                    |                      |               |               |               |               |      |
| Angelika Kern                                                                             | Einzelmehrkampf      | 70,95         | 48            | ausgeschieden | ausgeschieden | 48   |
| Angelika Kern                                                                             | Boden                | 17,85         | 47            | ausgeschieden | ausgeschieden | 47   |
| Angelika Kern                                                                             | Schwebebalken        | 17,50         | 35            | ausgeschieden | ausgeschieden | 35   |
| Angelika Kern                                                                             | Sprung               | 17,60         | 61            | ausgeschieden | ausgeschieden | 61   |
| Angelika Kern                                                                             | Stufenbarren         | 18,00         | 49            | ausgeschieden | ausgeschieden | 49   |
| Andrea Niederheide                                                                        | Einzelmehrkampf      | 71,10         | 46            | ausgeschieden | ausgeschieden | 46   |
| Andrea Niederheide                                                                        | Boden                | 17,70         | 59            | ausgeschieden | ausgeschieden | 59   |
| Andrea Niederheide                                                                        | Schwebebalken        | 17,10         | 62            | ausgeschieden | ausgeschieden | 62   |
| Andrea Niederheide                                                                        | Sprung               | 17,85         | 49            | ausgeschieden | ausgeschieden | 49   |
| Andrea Niederheide                                                                        | Stufenbarren         | 18,45         | 26            | ausgeschieden | ausgeschieden | 26   |
| Jutta Oltersdorf                                                                          | Einzelmehrkampf      | 71,95         | 35            | ausgeschieden | ausgeschieden | 35   |
| Jutta Oltersdorf                                                                          | Boden                | 18,10         | 30            | ausgeschieden | ausgeschieden | 30   |
| Jutta Oltersdorf                                                                          | Schwebebalken        | 17,35         | 42            | ausgeschieden | ausgeschieden | 42   |
| Jutta Oltersdorf                                                                          | Sprung               | 18,10         | 33            | ausgeschieden | ausgeschieden | 33   |
| Jutta Oltersdorf                                                                          | Stufenbarren         | 18,40         | 31            | ausgeschieden | ausgeschieden | 31   |
| Ingrid Santer                                                                             | Einzelmehrkampf      | 68,85         | 76            | ausgeschieden | ausgeschieden | 76   |
| Ingrid Santer                                                                             | Boden                | 17,75         | 58            | ausgeschieden | ausgeschieden | 58   |
| Ingrid Santer                                                                             | Schwebebalken        | 16,75         | 79            | ausgeschieden | ausgeschieden | 79   |
| Ingrid Santer                                                                             | Sprung               | 18,00         | 37            | ausgeschieden | ausgeschieden | 37   |
| Ingrid Santer                                                                             | Stufenbarren         | 16,35         | 100           | ausgeschieden | ausgeschieden | 100  |
| Uta Schorn                                                                                | Einzelmehrkampf      | 72,10         | 31            | 73,300        | 23            | 23   |
| Uta Schorn                                                                                | Boden                | 18,00         | 38            | ausgeschieden | ausgeschieden | 38   |
| Uta Schorn                                                                                | Schwebebalken        | 17,35         | 42            | ausgeschieden | ausgeschieden | 42   |
| Uta Schorn                                                                                | Sprung               | 18,30         | 19            | ausgeschieden | ausgeschieden | 19   |
| Uta Schorn                                                                                | Stufenbarren         | 18,45         | 26            | ausgeschieden | ausgeschieden | 26   |
| Ulrike Weyh                                                                               | Einzelmehrkampf      | 70,85         | 50            | ausgeschieden | ausgeschieden | 50   |
| Ulrike Weyh                                                                               | Boden                | 17,65         | 62            | ausgeschieden | ausgeschieden | 62   |
| Ulrike Weyh                                                                               | Schwebebalken        | 17,45         | 37            | ausgeschieden | ausgeschieden | 37   |
| Ulrike Weyh                                                                               | Sprung               | 17,90         | 46            | ausgeschieden | ausgeschieden | 46   |
| Ulrike Weyh                                                                               | Stufenbarren         | 17,85         | 54            | ausgeschieden | ausgeschieden | 54   |
| Angelika Kern Andrea Niederheide Jutta Oltersdorf Ingrid Santer Uta Schorn Ulrike Weyh    | Mannschaftsmehrkampf | —             | —             | 357,95        | 8             | 8    |
| Männer                                                                                    |                      |               |               |               |               |      |
| Bernd Effing                                                                              | Einzelmehrkampf      | 107,75        | 38            | ausgeschieden | ausgeschieden | 38   |
| Bernd Effing                                                                              | Barren               | 18,25         | 38            | ausgeschieden | ausgeschieden | 38   |
| Bernd Effing                                                                              | Boden                | 18,35         | 25            | ausgeschieden | ausgeschieden | 25   |
| Bernd Effing                                                                              | Pauschenpferd        | 17,90         | 34            | ausgeschieden | ausgeschieden | 34   |
| Bernd Effing                                                                              | Reck                 | 17,70         | 56            | ausgeschieden | ausgeschieden | 56   |
| Bernd Effing                                                                              | Ringe                | 17,45         | 61            | ausgeschieden | ausgeschieden | 61   |
| Bernd Effing                                                                              | Sprung               | 18,10         | 47            | ausgeschieden | ausgeschieden | 47   |
| Eberhard Gienger                                                                          | Einzelmehrkampf      | 109,75        | 24            | 111,175       | 14            | 14   |
| Eberhard Gienger                                                                          | Barren               | 19,05         | 6             | ausgeschieden | ausgeschieden | 7    |
| Eberhard Gienger                                                                          | Boden                | 18,05         | 33            | ausgeschieden | ausgeschieden | 33   |
| Eberhard Gienger                                                                          | Pauschenpferd        | 16,95         | 69            | ausgeschieden | ausgeschieden | 69   |
| Eberhard Gienger                                                                          | Reck                 | 19,05         | 8             | ausgeschieden | ausgeschieden | 8    |
| Eberhard Gienger                                                                          | Ringe                | 18,35         | 26            | ausgeschieden | ausgeschieden | 26   |
| Eberhard Gienger                                                                          | Sprung               | 18,30         | 30            | ausgeschieden | ausgeschieden | 30   |
| Heinz Häussler                                                                            | Einzelmehrkampf      | 106,25        | 52            | ausgeschieden | ausgeschieden | 52   |
| Heinz Häussler                                                                            | Barren               | 17,80         | 63            | ausgeschieden | ausgeschieden | 63   |
| Heinz Häussler                                                                            | Boden                | 17,85         | 42            | ausgeschieden | ausgeschieden | 42   |
| Heinz Häussler                                                                            | Pauschenpferd        | 17,80         | 39            | ausgeschieden | ausgeschieden | 39   |
| Heinz Häussler                                                                            | Reck                 | 18,00         | 41            | ausgeschieden | ausgeschieden | 41   |
| Heinz Häussler                                                                            | Ringe                | 17,50         | 58            | ausgeschieden | ausgeschieden | 58   |
| Heinz Häussler                                                                            | Sprung               | 17,30         | 100           | ausgeschieden | ausgeschieden | 100  |
| Walter Mößinger                                                                           | Einzelmehrkampf      | 109,70        | 25            | 110,000       | 24            | 24   |
| Walter Mößinger                                                                           | Barren               | 18,55         | 22            | ausgeschieden | ausgeschieden | 22   |
| Walter Mößinger                                                                           | Boden                | 18,50         | 16            | ausgeschieden | ausgeschieden | 16   |
| Walter Mößinger                                                                           | Pauschenpferd        | 17,75         | 41            | ausgeschieden | ausgeschieden | 41   |
| Walter Mößinger                                                                           | Reck                 | 18,25         | 31            | ausgeschieden | ausgeschieden | 31   |
| Walter Mößinger                                                                           | Ringe                | 18,70         | 16            | ausgeschieden | ausgeschieden | 16   |
| Walter Mößinger                                                                           | Sprung               | 17,95         | 64            | ausgeschieden | ausgeschieden | 64   |
| Reinhard Ritter                                                                           | Einzelmehrkampf      | 106,80        | 44            | ausgeschieden | ausgeschieden | 44   |
| Reinhard Ritter                                                                           | Barren               | 18,20         | 42            | ausgeschieden | ausgeschieden | 42   |
| Reinhard Ritter                                                                           | Boden                | 17,80         | 45            | ausgeschieden | ausgeschieden | 45   |
| Reinhard Ritter                                                                           | Pauschenpferd        | 18,25         | 19            | ausgeschieden | ausgeschieden | 19   |
| Reinhard Ritter                                                                           | Reck                 | 16,50         | 91            | ausgeschieden | ausgeschieden | 91   |
| Reinhard Ritter                                                                           | Ringe                | 17,80         | 46            | ausgeschieden | ausgeschieden | 46   |
| Reinhard Ritter                                                                           | Sprung               | 18,25         | 38            | ausgeschieden | ausgeschieden | 38   |
| Günter Spies                                                                              | Einzelmehrkampf      | 108,70        | 31            | 109,750       | 25            | 25   |
| Günter Spies                                                                              | Barren               | 18,95         | 10            | ausgeschieden | ausgeschieden | 10   |
| Günter Spies                                                                              | Boden                | 18,05         | 33            | ausgeschieden | ausgeschieden | 33   |
| Günter Spies                                                                              | Pauschenpferd        | 16,65         | 76            | ausgeschieden | ausgeschieden | 76   |
| Günter Spies                                                                              | Reck                 | 18,65         | 18            | ausgeschieden | ausgeschieden | 18   |
| Günter Spies                                                                              | Ringe                | 18,40         | 22            | ausgeschieden | ausgeschieden | 22   |
| Günter Spies                                                                              | Sprung               | 18,00         | 54            | ausgeschieden | ausgeschieden | 54   |
| Bernd Effing Eberhard Gienger Heinz Häussler Walter Mößinger Reinhard Ritter Günter Spies | Mannschaftsmehrkampf | —             | —             | 546,40        | 5             | 5    |

### Volleyball
| Wettbewerb         | Frauen | Männer |
| ------------------ | --- | --- |
| Athleten           | Rike Ruschenburg Erika Heucke Ingrid Lorenz Uschi Westphal Traute Schäfer Marianne Lepa Birgit Drechsel Regina Pütz Annedore Richter Margret Stender Birgit Pörner Annette Ellerbracke | Klaus-Dieter Buschle Wolfgang Simon Bernhard Endrich Toni Rimrod Hans-Ulrich Graßhoff Rüdiger Hild Hatto Nolte Uwe Zitranski Hans-Georg von der Ohe Klaus Meetz Volker Paulus Ulf Tütken |
| Trainer            | Dai Hee Park | Manfred Kindermann |
| Gruppenphase       | Ungarn 0:3 Sowjetunion 0:3 Südkorea 0:3 | Brasilien 2:3 Rumänien 0:3 Kuba 2:3 DDR 0:3 Japan 0:3 |
| Platzierungsspiele | Kuba 0:3 | – |
| Spiel um Platz 7   | Tschechoslowakei 0:3 | – |
| Spiel um Platz 11  | – | Tunesien 3:1 |
| Platzierung        | 8. | 11. |

### Wasserball
| Wettbewerb   | Männer |
| ------------ | --- |
| Athleten     | Gerd Olbert Kurt Schuhmann Günter Wolf Hermann Haverkamp Kurt Küpper Ludger Weeke Hans Simon Peter Teicher Ingulf Nossek Jürgen Stiefel Hans Hoffmeister |
| Gruppenphase | Ungarn 3:3 (1:0, 0:1, 0:2, 2:0) Niederlande 4:4 (2:1, 1:0, 0:1, 1:2) Griechenland 8:3 (3:1, 3:1, 1:1, 1:0) Australien 6:3 (1:1, 2:0, 1:0, 2:2)           |
| Finalrunde   | Vereinigte Staaten 4:4 (1:3, 1:1, 0:0, 2:0) Sowjetunion 2:4 (1:1, 1:3, 0:0, 0:0) Italien 2:2 (1:2, 0:0, 0:0, 1:0) Jugoslawien 4:5 (0:3, 0:1, 1:1, 1:2)   |
| Platzierung  | 4. |

### Wasserspringen
| Athleten            | Wettbewerb        | Vorkampf | Vorkampf | Finale        | Finale        | Rang |
| Athleten            | Wettbewerb        | Punkte   | Rang     | Punkte        | Rang          | Rang |
| ------------------- | ----------------- | -------- | -------- | ------------- | ------------- | ---- |
| Frauen              |                   |          |          |               |               |      |
| Michaela Herweck    | Kunstspringen 3m  | 261,78   | 13       | ausgeschieden | ausgeschieden | 13   |
| Maximiliane Michael | Turmspringen 10 m | 183,48   | 15       | ausgeschieden | ausgeschieden | 15   |
| Ursula Sapp         | Turmspringen 10 m | 162,39   | 24       | ausgeschieden | ausgeschieden | 24   |
| Männer              |                   |          |          |               |               |      |
| Norbert Huda        | Kunstspringen 3 m | 355,29   | 9        | 168,87        | 8             | 8    |
| Gerhard Hölzl       | Kunstspringen 3 m | 327,42   | 19       | ausgeschieden | ausgeschieden | 19   |
| Reinhard von Bauer  | Kunstspringen 3 m | 299,79   | 30       | ausgeschieden | ausgeschieden | 30   |
| Karlheinz Schwemmer | Turmspringen 10 m | 281,55   | 16       | ausgeschieden | ausgeschieden | 16   |
| Bernd Wucherpfennig | Turmspringen 10 m | 267,87   | 24       | ausgeschieden | ausgeschieden | 24   |
| Klaus Konzorr       | Turmspringen 10 m | 260,01   | 30       | ausgeschieden | ausgeschieden | 30   |